# Relativa betyg
Relativ betygsättning användes i den svenska grundskolan under åren 1962-1994
och i de sekundära skolformerna under åren 1966-1995. Tanken är att betygen 1-5 sätts i proportion till prestationerna hos samtliga elever som läser samma kurs samma år. Betyg 5 motsvarar att man tillhör de 7% av landets elever som har presterat bäst det aktuella läsåret, 4 nästa 24%, 3 nästa 38%, 2 nästa 24% och 1 de svagaste 7% av dem som läst kursen.
För att uppnå detta, inrättade man standardprov i grundskolan och centralprov i gymnasieskolan, och provstatistiken samlades in av Skolöverstyrelsen för att fastställa de betygsgränser som skulle gälla på det årets prov. I de ämnen där standardprov/centralprov inte förekom, uppmanades lärarna att fördela betygen i en klass på samma sätt som den uppnått på de centralt anordnade proven inom andra ämnen. Detta ledde till missförstånd såsom "femmorna är slut", med påföljd att vissa elever inte vågade hjälpa andra. 
Det tidigare s.k. kunskapsrelaterade betygssystemet hade länge ansetts som subjektivt, och de relativa betygen var ett försök till att överbrygga denna svårighet. Redan på 1930-talet tillsattes en utredning, som mynnade ut i detta betygssystem. Det avskaffades genom ett mycket snabbare och ytligare utredningsförfarande i början av 1990-talet, då de målrelaterade betygen infördes.
Den 7-gradiga ECTS-betygsskala som införs inom europeiska högskolor och universitet, bygger i sin ursprungsversion på relativa betyg, men har i Sverige anpassats till målrelaterade betyg.